# 빅터 완야마
빅터 무구비 완야마(스와힐리어: Victor Mugubi Wanyama, 1991년 6월 25일 ~ )는 케냐의 축구 선수로 현재 스코티시 챔피언십의 던펌린 애슬레틱에서 수비형 미드필더로 활동 중이며 전 축구 선수인 맥도널드 마리가의 친동생이다.

## 클럽 경력
헬싱보리 IF 유소년팀 출신으로 2008년 당시 벨기에 프로 리그 소속팀이던 베이르스홋 AC 입단을 통해 프로에 입문한 후 2010-11 시즌까지 56경기 2골을 기록하며 2번의 유로파리그 플레이오프 진출에 이바지했고 2010-11 시즌을 마친 뒤 이적료 14억원에 스코티시 프리미어십 강호인 셀틱 FC로 이적하여 2012-13 시즌까지 91경기 13골을 기록하며 리그 2연패(2011-12, 2012-13), 2011-12년 스코티시 리그컵 준우승, 2011-12 시즌 스코티시컵 4강, 2012-13 시즌 스코티시컵 우승의 주역으로 활약했으며 2012-13 시즌 스코티시 프리미어십 올해의 팀, 2012-13 시즌 올해의 신인상, 2011년 12월 리그 이달의 신인상까지 휩쓰는 기염을 토했다.
이후 2013-14 시즌을 앞두고 이적료 196억원에 잉글랜드 프리미어리그 사우샘프턴 FC로 적을 옮겨 2015-16 시즌까지 97경기 4골을 기록하면서 팀의 3연속 리그 중위권의 성적을 이끈 뒤 2015-16 시즌을 마치고 173억원의 이적료를 받고 같은 리그 명문팀이자 손흥민의 소속팀인 토트넘 핫스퍼로 이적하여 2019-20 시즌까지 97경기 7골을 기록하며 프리미어리그 2016-17 준우승, 잉글랜드 FA컵 2회 연속 4강(2016-17, 2017-18), 프리미어리그 2017-18 3위, 2018-19 시즌 EFL컵 4강, 2018-19년 UEFA 챔피언스리그 준우승 등에 공헌했다.
그리고 2019-20 시즌을 마치고 메이저 리그 사커 소속팀인 CF 몽레알과 입단 계약을 체결한 뒤 2024 시즌까지 공식전 133경기 6골을 기록하며 2020년 CONCACAF 챔피언스리그 8강, 2021 시즌 캐나다 챔피언십 우승, 2022 시즌 MLS컵 8강과 캐나다 챔피언십 4강, 2023 시즌 캐나다 챔피언십 준우승 등에 앞장섰으며 2024 시즌을 마친 후 스코티시 챔피언십 소속팀인 던펌린 애슬레틱과 입단 계약을 체결했다.

## 국가대표팀 경력

### 케냐 A대표팀
2007년 5월 나이지리아와의 친선 경기에서 케냐 A대표팀 소속으로 국제 A매치 데뷔전을 치른 뒤 2010년 FIFA 월드컵 아프리카 지역 예선 6경기에 출장했고 2011년 11월 15일 세이셸과의 2014년 FIFA 월드컵 아프리카 지역 1차 예선 2차전에서 A매치 데뷔골을 터뜨리며 팀의 2차 예선 진출에 일조했다.
그 후 2018년 10월 14일 에티오피아와의 2019년 아프리카 네이션스컵 예선 F조 4차전에서 쐐기골을 터뜨리며 케냐의 15년만의 아프리카 네이션스컵 본선 진출의 교두보를 마련했고 이후 본선 최종 엔트리에 합류하여 탄자니아와의 C조 최종전에서 케냐의 15년만의 아프리카 네이션스컵 승리를 안겼다.

## 대회 성적

### 클럽
셀틱 FC
- 스코티시 프리미어십 : 우승 (2011-12, 2012-13)
- 스코티시 리그컵 : 준우승 (2011-12)
- 스코티시컵 : 우승 (2012-13), 4강 (2011-12)

 토트넘 홋스퍼
- 잉글랜드 프리미어리그 : 준우승 (2016-17), 3위 (2017-18)
- EFL컵 : 4강 (2018-19)
- 잉글랜드 FA컵 : 4강 (2016-17, 2017-18)
- UEFA 챔피언스리그 : 준우승 (2018-19)

 CF 몽레알
- 캐나다 챔피언십 : 우승 (2021), 준우승 (2023), 4강 (2022)

### 개인
- 스코티시 프리미어십 올해의 팀 : 2012-13
- 스코티시 프리미어십 올해의 신인상 : 2012-13
- 스코티시 프리미어십 이달의 신인상 : 2011년 12월